# SG Lasker Steglitz-Wilmersdorf

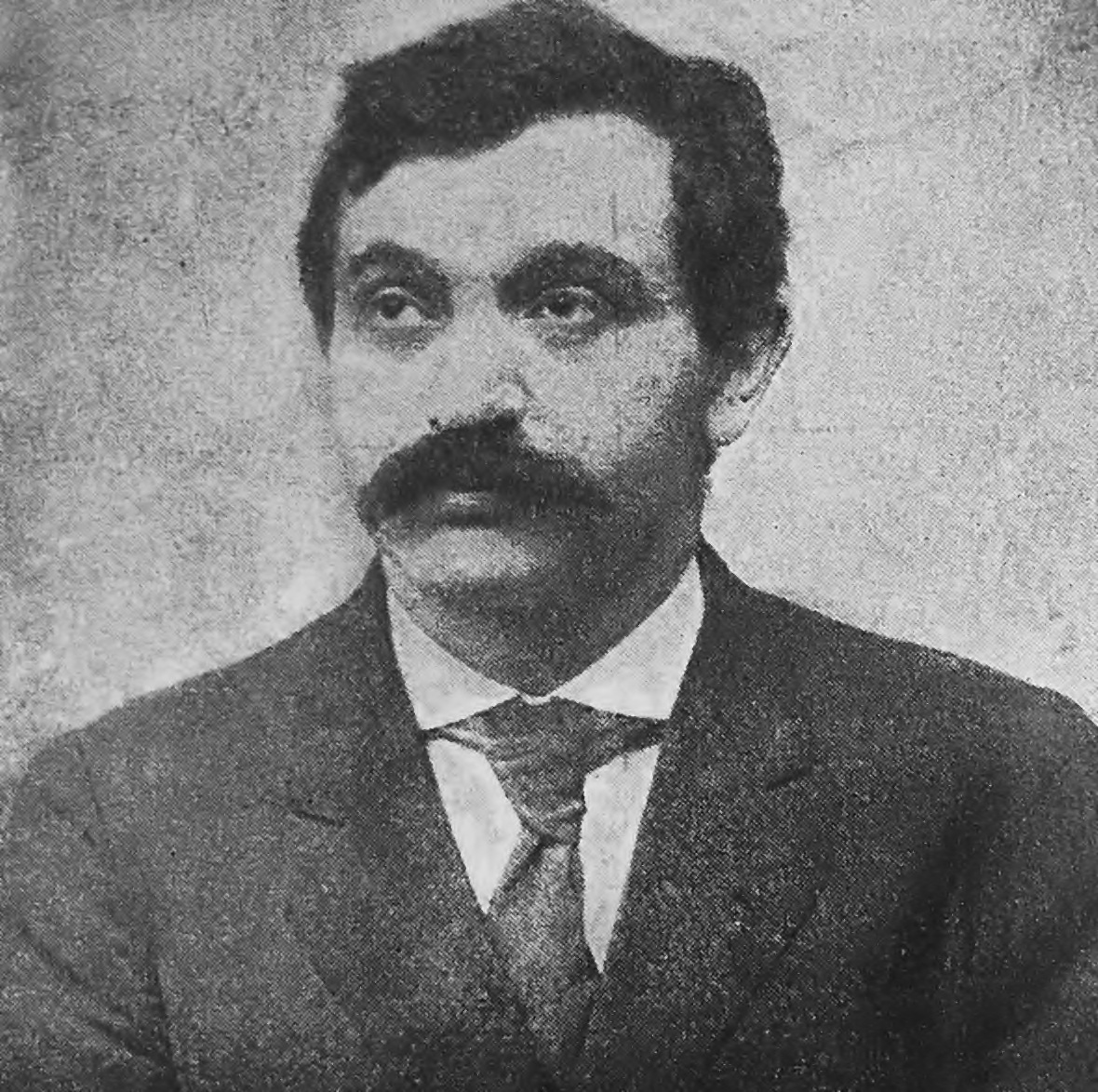
Emanuel Lasker, der Namensgeber des Vereins

Die Schachgesellschaft Lasker Steglitz-Wilmersdorf ist ein Schachverein aus Berlin. Sie ging 1999 aus dem Zusammenschluss der Traditionsvereine SVg Lasker Steglitz und SV Wilmersdorf hervor.
Der älteste Vorgängerverein, der SV Schallopp Steglitz, wurde 1909 gegründet und ging später im SVg Lasker Steglitz auf. Benannt ist die Schachgesellschaft nach Emanuel Lasker, dem bislang einzigen deutschen Schachweltmeister, sowie nach dem Steglitz-Zehlendorfer Ortsteil Steglitz und dem Charlottenburg-Wilmersdorfer Ortsteil Wilmersdorf. Vereinsmitglieder wie Rudolf Teschner gewannen verschiedene Einzeltitel auf Berliner und nationaler Ebene. Bis in die 1990er Jahre spielten die Vorgängervereine auch im Mannschaftsschach eine hervorgehobene Rolle; die beste Platzierung in der eingleisigen Herren-Schachbundesliga erreichte die SVg Lasker Steglitz in der Saison 1988/89 mit dem vierten Platz. Die erste Damenmannschaft der SVg Lasker Steglitz gewann 1992 in der neu gegründeten eingleisigen Damen-Schachbundesliga den bislang einzigen deutschen Meistertitel des heutigen Gesamtvereins. Stand 2019 spielen die Herren in der Berliner Stadtliga.

## Geschichte
Im Jahr 1999 fusionierten die Schachvereinigung Lasker-Steglitz (kurz: SVg Lasker-Steglitz, oft auch Lasker Steglitz geschrieben) und der Schachverein Wilmersdorf (kurz: SV Wilmersdorf) zur Schachgesellschaft Lasker Steglitz-Wilmersdorf (kurz: SG Lasker Steglitz-Wilmersdorf). Während der SV Wilmersdorf seinen Namen seit seiner Gründung 1919 bis zur Fusion beibehielt, ging die SG Lasker-Steglitz aus mehreren Vorgängervereinen hervor.
| SK Schöneberg (1913) | SK Schöneberg (1913) | SK Schöneberg (1913) | SK Schöneberg (1913) | SK Schöneberg (1913) | SK Schöneberg (1913) |                  |                  | SG Friedenau (1918) | SG Friedenau (1918) | SG Friedenau (1918)        | SG Friedenau (1918) | SG Friedenau (1918) | SG Friedenau (1918) |  |  | SV Schallopp Steglitz (1909) | SV Schallopp Steglitz (1909) | SV Schallopp Steglitz (1909)          | SV Schallopp Steglitz (1909) | SV Schallopp Steglitz (1909) | SV Schallopp Steglitz (1909) |  |  | SV Wilmersdorf (1919) | SV Wilmersdorf (1919) | SV Wilmersdorf (1919) | SV Wilmersdorf (1919) | SV Wilmersdorf (1919) | SV Wilmersdorf (1919) |  |  |  |  |  |  |  |  |  |  |  |  |  |  |  |  |  |  |  |  |  |  |  |  |
| SK Schöneberg (1913) | SK Schöneberg (1913) | SK Schöneberg (1913) | SK Schöneberg (1913) | SK Schöneberg (1913) | SK Schöneberg (1913) |                  |                  | SG Friedenau (1918) | SG Friedenau (1918) | SG Friedenau (1918)        | SG Friedenau (1918) | SG Friedenau (1918) | SG Friedenau (1918) |  |  | SV Schallopp Steglitz (1909) | SV Schallopp Steglitz (1909) | SV Schallopp Steglitz (1909)          | SV Schallopp Steglitz (1909) | SV Schallopp Steglitz (1909) | SV Schallopp Steglitz (1909) |  |  | SV Wilmersdorf (1919) | SV Wilmersdorf (1919) | SV Wilmersdorf (1919) | SV Wilmersdorf (1919) | SV Wilmersdorf (1919) | SV Wilmersdorf (1919) |  |  |  |  |  |  |  |  |  |  |  |  |  |  |  |  |  |  |  |  |  |  |  |  |
|                      |                      |                      |                      |                      |                      |                  |                  |                     |                     |                            |                     |                     |                     |  |  |                              |                              |                                       |                              |                              |                              |  |  |                       |                       |                       |                       |                       |                       |  |  |  |  |  |  |  |  |  |  |  |  |  |  |  |  |  |  |  |  |  |  |  |  |
|                      |                      |                      |                      | SK Lasker (1947)     | SK Lasker (1947)     | SK Lasker (1947) | SK Lasker (1947) | SK Lasker (1947)    | SK Lasker (1947)    |                            |                     |                     |                     |  |  | SV Steglitz (1933/1958)      | SV Steglitz (1933/1958)      | SV Steglitz (1933/1958)               | SV Steglitz (1933/1958)      | SV Steglitz (1933/1958)      | SV Steglitz (1933/1958)      |  |  |                       |                       |                       |                       |                       |                       |  |  |  |  |  |  |  |  |  |  |  |  |  |  |  |  |  |  |  |  |  |  |  |  |
|                      |                      |                      |                      | SK Lasker (1947)     | SK Lasker (1947)     | SK Lasker (1947) | SK Lasker (1947) | SK Lasker (1947)    | SK Lasker (1947)    |                            |                     |                     |                     |  |  | SV Steglitz (1933/1958)      | SV Steglitz (1933/1958)      | SV Steglitz (1933/1958)               | SV Steglitz (1933/1958)      | SV Steglitz (1933/1958)      | SV Steglitz (1933/1958)      |  |  |                       |                       |                       |                       |                       |                       |  |  |  |  |  |  |  |  |  |  |  |  |  |  |  |  |  |  |  |  |  |  |  |  |
|                      |                      |                      |                      |                      |                      |                  |                  |                     |                     |                            |                     |                     |                     |  |  |                              |                              |                                       |                              |                              |                              |  |  |                       |                       |                       |                       |                       |                       |  |  |  |  |  |  |  |  |  |  |  |  |  |  |  |  |  |  |  |  |  |  |  |  |
|                      |                      |                      |                      |                      |                      |                  |                  |                     |                     | SVg Lasker Steglitz (1963) |                     |                     |                     |  |  |                              |                              |                                       |                              |                              |                              |  |  |                       |                       |                       |                       |                       |                       |  |  |  |  |  |  |  |  |  |  |  |  |  |  |  |  |  |  |  |  |  |  |  |  |
|                      |                      |                      |                      |                      |                      |                  |                  |                     |                     |                            |                     |                     |                     |  |  |                              |                              |                                       |                              |                              |                              |  |  |                       |                       |                       |                       |                       |                       |  |  |  |  |  |  |  |  |  |  |  |  |  |  |  |  |  |  |  |  |  |  |  |  |
|                      |                      |                      |                      |                      |                      |                  |                  |                     |                     |                            |                     |                     |                     |  |  |                              |                              |                                       |                              |                              |                              |  |  |                       |                       |                       |                       |                       |                       |  |  |  |  |  |  |  |  |  |  |  |  |  |  |  |  |  |  |  |  |  |  |  |  |
|                      |                      |                      |                      |                      |                      |                  |                  |                     |                     |                            |                     |                     |                     |  |  |                              |                              | SG Lasker Steglitz-Wilmersdorf (1999) |                              |                              |                              |  |  |                       |                       |                       |                       |                       |                       |  |  |  |  |  |  |  |  |  |  |  |  |  |  |  |  |  |  |  |  |  |  |  |  |

### Entwicklung der SVg Lasker Steglitz (1963)
Die SVg Lasker-Steglitz wurde 1963 gegründet. In ihr vereinigten sich der SV Steglitz, vorher SV Schallopp Steglitz, und der SK Lasker, der wiederum 1947 aus dem SK Schöneberg und der SG Friedenau hervorgegangen war.

#### SV Schallopp Steglitz (1909), SV Steglitz (1933; 1958)

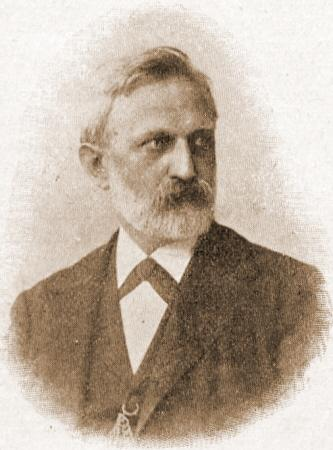
Emil Schallopp

Der Schachverein Schallopp in Steglitz (oft auch: SV Schallopp oder Schallopp Steglitz) wurde am 5. März 1909 gegründet. Er trug den Namen von Emil Schallopp, Stenograph, deutscher Schachmeister, Schachschriftsteller und seit 1902 Ehrenmitglied der Berliner Schachgesellschaft. Der Verein zählte am 25. März 1919 zu den Gründungsmitgliedern der Freien Vereinigung der Groß-Berliner Schachvereine. 1933 untersagten die Nationalsozialisten die Führung des Namens Schallopp, der Verein benannte sich um in SV Steglitz. Nach dem Zweiten Weltkrieg erfolgte 1951 die Rückbenennung in SV Schallopp Steglitz. 1958 bezeichnete er sich aus unbekanntem Grund wieder als SV Steglitz.

#### SK Lasker (1947)
1947 beschlossen die Mitglieder des SK Schöneberg und der SG Friedenau, sich zu einem Groß-Verein zusammenzuschließen, der den Namen Schachklub Lasker erhielt. Als Spiellokal diente das Restaurant Zum Hähnel in Friedenau. Zu den Gründungsmitgliedern gehörten Heinz Lehmann, Rudolf Teschner und Otto Walter (in den 1930er Jahren Mitglied des SV 03/25 Koblenz). Am 18. Februar 1950 trat der Klub dem wiedergegründeten Berliner Schachverband bei.

##### SK Schöneberg (1913)
Der Schöneberger Schachklub 1913 (kurz: SK Schöneberg) wurde am 4. Juni 1913 von Albert Kelm gegründet und gehörte 1919 zu den Initiatoren der Freien Vereinigung der Groß-Berliner Schachvereine. Am 29. September 1922 trat im Klub Willi Schlage gegen 25 Gegner im Simultanschach an und gewann nach dreieinhalb Stunden 18 Partien, dreimal erzielte er ein Remis. 1925 hatte der SK 50 Mitglieder. In der Zeit von 1933 bis 1945 spielte der Verein als Mitglied des Großdeutschen Schachbundes unter dem Namen Schachgruppe Schöneberg.

##### SG Friedenau (1918)
Die Friedenauer Schachgesellschaft (kurz: SG Friedenau) wurde am 19. November 1918 auf Initiative von Johannes Öhquist (* 6. Dezember 1861 in Slavanka bei St. Petersburg, † 15. Oktober 1949 in Wolfach, Baden) gegründet. Öhquist, Ehemann von Rita Öhquist, war Kunstwissenschaftler, stand auf Seiten des finnischen Aufstands gegen Russland und war Kulturattachée der finnischen Gesandtschaft in Berlin, finnischer Schachmeister und Schachautor. 1938 machte sich Öhquist durch sein auch ins Deutsche übersetzte Buch Das Reich des Führers zum Anwalt des Nationalsozialismus in Finnland. Während des Nationalsozialismus trug der Verein den Namen Schachgruppe Friedenau. 1947 ging die SG Friedenau gemeinsam mit dem SK Schöneberg in dem SK Lasker auf.

### Entwicklung des SV Wilmersdorf (1919)
Der Schachverein Wilmersdorf wurde am 24. September 1919 unter dem Namen Wilmersdorfer Schachgesellschaft von Eugen Grasmair († 1955, 66-jährig, oft auch Grasmeir geschrieben), später Ehrenvorsitzender des Vereins, gegründet. Der Verein war auch unter den Namen Schachvereinigung Wilmersdorf und Wilmersdorfer Schachvereinigung bekannt. Wann sich der heute gängige Name Schachverein Wilmersdorf durchsetzte, ist nicht festzustellen; spätestens 1926 wurde er unter diesem Namen geführt – nach Mitteilung der Deutschen Schachblätter veranstaltete der Schachverein Wilmersdorf in diesem Jahr eine Simultanvorstellung des russischen Großmeisters  (GM) Efim Bogoljubow. In der Zeit des Nationalsozialismus (ab 1933) und in den ersten Nachkriegsjahren trug der Verein den Namen Schachgruppe Wilmersdorf. In der Berliner Mannschaftsmeisterschaft belegte der Verein 1942 den fünften und 1949 den siebten Platz. 1950 trat der Klub dem wiedergegründeten Berliner Schachverband bei und wurde wieder als Schachverein Wilmersdorf gelistet.
In den 1960er und 1970er Jahren schnitt der SV Wilmersdorf schachsportlich zumeist besser ab als die SVg Lasker-Steglitz. Zu den prominentesten und erfolgreichsten Mitgliedern gehörten nach dem Zweiten Weltkrieg Rudolf Teschner, Kurt Richter und Jürgen Dueball, Ehrenmitglieder waren Michail Botwinnik und Paul Keres. Prägend für den Klub war in diesen Jahren der Zahnarzt und langjährige Vereinsvorsitzende Hans-Joachim („Hajo“) Sitte (* 1925, † 1997), der auch zur Bundesliga-Mannschaft des Schachvereins gehörte.

## Schachbundesliga
Die fusionierte Schachgesellschaft Lasker Steglitz-Wilmersdorf spielte in der Schachbundesliga keine Rolle mehr, während die Vorgängervereine – insbesondere die SVg Lasker Steglitz – in der Liga bis 1990 (Herren) beziehungsweise 1992 (Damen) vertreten waren. In der Ewigen Tabelle der Bundesliga belegen Lasker Steglitz den 19. und der SV Wilmersdorf den 62. Rang. Trotz des nur einjährigen Liga-Gastspiels liegt die Frauen-Mannschaft der SVg Lasker Steglitz in der ewigen Tabelle der Damen-Bundesliga unter den gelisteten 39 Mannschaften auf dem 23. Rang (Stand nach Abschluss der Saison 2010/11).

### Herrenmannschaften
Vor der Gründung der Bundesliga wurden die Deutschen Mannschaftsmeisterschaften in Endrunden ausgetragen. Die vier Teilnehmer der Endrunden wurden in einem Qualifikationsturnier ermittelt. Hier erreichten:
- Endrunde 1970: 4. (letzter) Platz – SV Wilmersdorf
- Endrunde 1974: 4. (letzter) Platz – SVg Lasker Steglitz

Zu der Mannschaft 1974 zählte Heinrich Burger, zu dieser Zeit Präsident des Berliner Schachverbandes. In der 1974 geschaffenen und vorerst viergleisigen Schachbundesliga spielten beide Gründungsvereine zeitweise parallel in der Staffel Nord, die aus acht Mannschaften bestand. Hier erreichte keine der beiden Mannschaften die Meisterschaftsendrunde, in die nur die vier Gruppenerstplatzierten einzogen:
- 1974/75: 4. – SVg Lasker Steglitz
- 1975/76: 3. – SVg Lasker Steglitz; 4. – SV Wilmersdorf (Aufsteiger)
- 1976/77: 4. – SV Wilmersdorf; 8. – SVg Lasker Steglitz, damit abgestiegen
- 1977/78: 7. – SV Wilmersdorf, damit abgestiegen
- 1978/79: 7. – SVg Lasker Steglitz, damit als Aufsteiger gleich wieder abgestiegen
- 1979/80: 4. – SV Wilmersdorf (Aufsteiger), mit dem vierten Platz für die eingleisige Bundesliga qualifiziert.

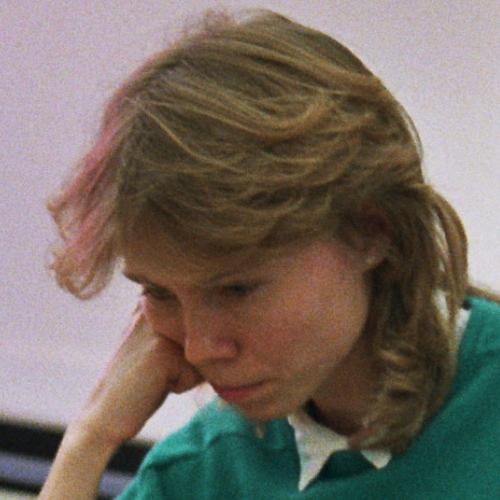
Pia Cramling, die erste Frau in der Herren-Bundesliga. Hier bei der Schacholympiade 1988, bei der sie die Goldmedaille am ersten Brett gewann.

Als eine der vier Mannschaften der Gruppe Nord qualifizierte sich der SV Wilmersdorf für die 1980 gebildete eingleisige Schachbundesliga, stieg aber gleich in der ersten Saison ab und erreichte die erste Liga seither nicht mehr. Die SVg Lasker Steglitz war hingegen zwischen 1982 und 1990 im Schach-Oberhaus, das aus 16 Mannschaften besteht, vertreten:
- 1980/81: 13. – SV Wilmersdorf, damit abgestiegen
- 1982/83: 12. – SVg Lasker Steglitz (Aufsteiger)
- 1983/84: 6.; 1984/85: 12.; 1985/86: 5.; 1986/87: 6.; 1987/88: 6.; 1988/89: 4. – SVg Lasker Steglitz
- 1989/90: 13. – SVg Lasker Steglitz, damit abgestiegen

Im zwölfköpfigen Mannschaftskader der Saison 1988/89, in der der Verein den vierten Platz belegte, standen lediglich vier Internationale Meister (IM) und drei FIDE-Meister (FM), während der Deutsche Meister dieser Saison, der FC Bayern München, in seinem elfköpfigen Kader drei Großmeister (GM), sechs IM und zwei FM aufbot. Am ersten Brett saß für die Berliner der Schweizer Lucas Brunner (IM) mit einer Elo-Zahl von 2425. Zum Einsatz kamen ferner Mladen Muše (IM) und Martin Breutigam.
In der Saison 1986/87 spielte Pia Cramling (IM) bei Lasker-Steglitz als erste Frau in der ersten Herren-Bundesliga. Ebenfalls 1986/87 sowie 1987/88 gehörte der spätere Großmeister Robert Rabiega zum Team. In den 1990er Jahren besetzte zehn Jahre lang Sergei Kalinitschew das erste Brett des inzwischen nicht mehr erstklassigen Vereins. Der Schachtrainer Alexander Lagunow  (IM), dreifacher Berliner Meister, verstärkte die SVg Lasker-Steglitz von 1991 bis 1996 in der 2. Bundesliga und saß seit 2009 für den inzwischen fusionierten Verein erneut am Brett, nunmehr in der Berliner Landesliga.

### Damenmannschaft – Deutscher Meister 1991/92
Die 1. Damenmannschaft der SVg Lasker Steglitz qualifizierte sich 1991 als Vertreter des Landesverbandes Niedersachsen, Bremen und Berlin für die nach der Wiedervereinigung neu geschaffene eingleisige Damen-Bundesliga. Unter den 12 Mannschaften der Liga belegte sie in dieser Saison 1991/92 den ersten Platz und wurde damit Deutscher Meister. Trotz des Gewinns der Meisterschaft zog sich die Mannschaft nach dieser Saison freiwillig aus der Bundesliga zurück. Der Rückzug war nicht ungewöhnlich – mit zwei Ausnahmen zogen sämtliche Meistermannschaften der Bundesliga ihr Team irgendwann zurück (Stand 2012). Die Rückzugsgründe liegen in der Regel in der hohen finanziellen Belastung durch die Bundesliga beziehungsweise ausbleibenden Sponsoren.
Im 14-köpfigen Mannschaftskader der Meisterschaftssaison saßen an den ersten drei Brettern ein Großmeister der Frauen (WGM) und zwei Internationale Meisterinnen (WIM). Das waren in der Reihenfolge von Brett eins bis drei: Ljudmila Saizewa (WGM), Elo 2300; Otilia Gant (WIM), Elo 2235 und Marion Heintze (WIM), Elo 2220. Dabei bot der Berliner Verein mit Saizewa und Kalinitschewa an Brett 4 nur zwei ausländische Spitzen-Spielerinnen auf. Die Meistermannschaft der Saison 2011/12, der OSG Baden-Baden, griff zum Gewinn des Titels hingegen auf acht ausländerische Spielerinnen zurück und setzte ausschließlich Spielerinnen mit FIDE-Titeln ein.

## Weitere Mannschaften und Vereinsmitglieder
Im Jahr 2019 ist die SG Lasker Steglitz-Wilmersdorf mit fünf Mannschaften in den offiziellen Schachligen vertreten. Die 1. Mannschaft spielt in der Berliner Stadtliga. Zuletzt verbliebener Titelträger ist FM Wolfram Bornemann. Das Spiellokal des Clubs befindet sich im Maria-Rimkus-Haus.